# Birra Polar

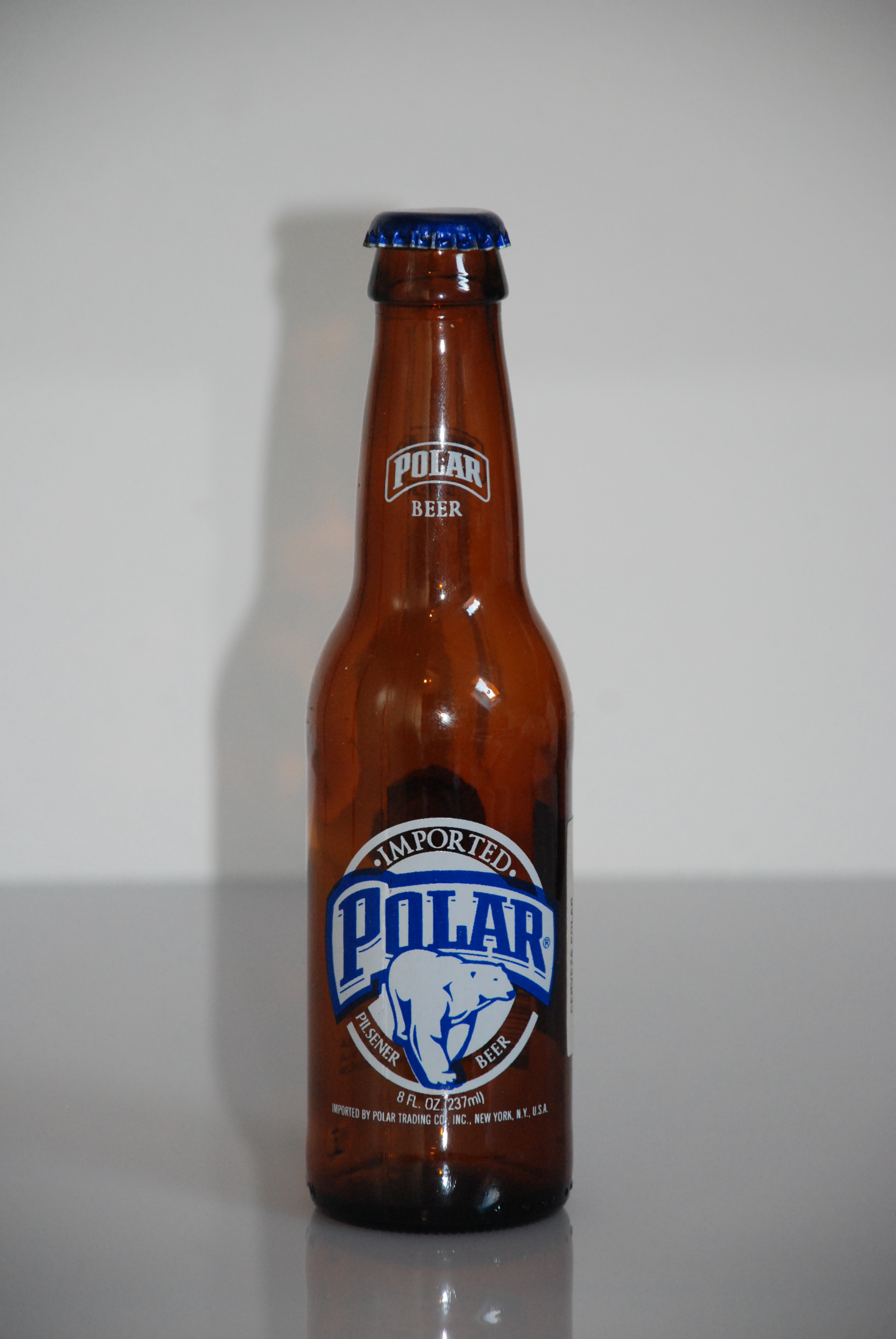
Una bottiglia di Polar

La Polar (pron. polàr) o Polarcita è una marca di birra prodotta dal 1941 in Venezuela dalla Cervecería Polar, una delle divisioni di Empresas Polar.
La birra Polar è di tipo Pilsener e ha una gradazione alcolica di 5%.

## Formati
- Bottiglia da 330 ml (chiamata volgarmente terzo)
- Bottiglia da 222 ml (conosciuta con il diminutivo di Polarcita)
- Bottiglia da 355 ml
- Lattina da 355 ml
- Lattina da 295 ml